# An Chae-hong
An Chae-hong (안재홍) est un homme politique et un journaliste coréen, militant pour l'indépendance de son pays lors de l'occupation japonaise de celui-ci. Il est né le 30 novembre 1891 et est mort le 1er mars 1965.

## Biographie
An Chae-hong est introduit au christianisme lorsqu'il étudie à l'université Waseda à Tokyo. 
Il adhère à la théorie selon laquelle la puissance de l'« esprit national » influence l'histoire du pays, mais ils s'en démarquent en ayant une vision plus positive des relations internationales. 
An Chae-hong se tourne vers l'écriture à partir des années 1930 lorsque l'action politique devient trop risquée, mais ses écrits lui valent par neuf fois des incarcérations jusqu'à la fin de l'occupation japonaise. Il s'oppose à la fois à la colonisation et aux thèses des marxistes. Son travail se concentre sur l'origine historique de ce qu'il décrit comme étant la nation coréenne. Ceci lui permet de revendiquer une spécificité originale pour cette nation. Il critique ainsi la thèses défendue par l'historiographie japonaise selon laquelle le créateur de la dynastie Gojoseon, Kija, aurait été un noble chinois envoyé par la dynastie Shang pour établir une colonie dans la région. Pour cela, il prend appui sur des règles de linguistique, et fait au contraire de Kija un simple vassal coréen de cette dynastie. Le reste des travaux de An Chae-hong trouve peu d'échos par la suite, mais cette représentation de Kija s'impose après-guerre.

## Sources

### Référence
1. ↑  Kwon Yonung 2000, p. 36
2. ↑  Henri Em 2015, p. 665
3. ↑  Henri Em 2015, p. 666